# Panhard & Levassor Type X10
Der Panhard & Levassor Type X10 ist ein Pkw-Modell der 1910er Jahre. Hersteller war Panhard & Levassor in Frankreich.

## Beschreibung
Die Fahrzeuge haben einen Ottomotor. Im Motorcode „LU4E“ steht das „U“ für den Monoblockmotor und die „4“ für die Anzahl der Zylinder.
Der Vierzylinder-Reihenmotor hat 80 mm Bohrung, 120 mm Hub und 2413 cm³ Hubraum. Er wurde auch 12 CV genannt. Die Leistung des Frontmotors wird über ein Vierganggetriebe und eine Kardanwelle an die Hinterachse übertragen.
Der Radstand beträgt zwischen 277 cm und 313 cm.
Bekannt sind Aufbauten als Tourenwagen, Limousine, Landaulet und Coupé.
Die Produktion lief von November 1911 bis März 1913. In den einzelnen Kalenderjahren wurden 3, 846 und 51 Fahrzeuge hergestellt. Zusammen sind das 900 Fahrzeuge, von denen 257 exportiert wurden.
Vorgänger war der Type X5. Der zeitweise parallel angebotene Type X16 unterschied sich im Wesentlichen durch sein Dreiganggetriebe. Nachfolger wurde der Type 20.